# 八代市立太田郷小学校
八代市立太田郷小学校（やつしろしりつ おおたごうしょうがっこう）は、熊本県八代市日置町にある公立小学校。

## 沿革
- 1874年（明治7年）8月15日 - 太田郷村日置に「公立日置小学校」が設立
- 2024年（令和6年）- 創立150年

## アクセス
- バス
  - 産交バス「太田郷小学校前」より徒歩約1分

- 自家用車
  - 八代ICより車で約10分
  - 八代駅より車で約3分

## 周辺施設
- 八代駅
- 新八代駅
- 熊本労災病院
- 日本製紙八代工場
- 八代市立第二中学校
- 太田郷幼稚園